# 李粲 (唐朝)
李粲（？—？），滑州人。本名丙粲，父丙明，北周信州总管。隋朝大业年间为左卫大将军，后关中生乱，隋炀帝任命丙粲为并庆道廿四州总管，往京城以西二十四郡逐捕盗贼，甚得军心。617年，李渊太原起兵，举兵入关中，丙粲率其部众归附，拜宗正卿，封应国公，赐姓李氏。
李渊与丙粲原为同僚好友，特蒙恩礼，迁他为左监门大将军，以年老特令乘马于宫中检校。年八十余卒，谥曰胡。
李粲二子：李实、李宽。李实官至汾州长史，袭应国公。李宽在唐高宗时为太常卿，别封陇西郡公。李宽之子李道广、孙李元纮分别为武则天、唐玄宗时的宰相。